# 민유라
민유라(閔釉羅, 1995년 8월 15일~)는 대한민국의 여자 피겨 스케이팅 선수로 종목은 아이스 댄싱이다.
그는 미국 캘리포니아주 토렌스에서 태어난 한국계 미국인이다. 다섯 살 때부터 스케이트를 신었고 피겨스케이팅 싱글 선수로 활동하던 그는 2011년 아이스댄싱으로 전향한다. 이후 2018년 동계 올림픽을 목표로 대한민국 국적의 파트너를 찾지만 힘들었고 고심 끝에 외국인 선수 파트너를 찾는다. 우즈베키스탄의 이고르 오게이, 미국의 티모시 콜레토와 호흡을 맞췄지만 오래 가지 못했다. 그는 2014-15 시즌까지 호흡을 맞춰던 파트너인 티모시 콜레토와 헤어지고 파트너가 없어 고비가 찾아왔다. 그러나 마찬가지로 파트너를 찾고 있던 같은 코치 밑에서 훈련하던 알렉산더 겜린이 민유라의 헌신적인 요청을 들어준다. 겜린은 자신이 귀화해서 2018년 동계 올림픽에 가겠다고 약속을 한 것이다. 겜린의 도움으로 그는 올림픽 출전을 위해 박차를 가했다.
보통 피겨 아이스댄싱은 피겨 싱글과 비교할 때 움직임과 궤적이 달라 그들과 같은 링크에서 훈련할 수 없어 대한민국에서는 더더욱 훈련장이 부족하다. 또 혼자 출전하는 피겨 싱글에 비해 인원이 한명 더 많아 코치도 더 많이 필요하고 돈도 많이 들어 준비가 그만큼 힘들다. 그런 환경이였기에 대한민국에서 준비하던 선수들인 이호정, 감강인 등이 2018년 동계 올림픽 출전을 포기했지만, 민유라와 겜린은 미국에서 성장하고 활동하였기에 조금 나은 편이었다.
결국 2017년 9월에 열린 네벨혼 트로피에서 2018년 동계 올림픽 출전권을 획득한다. 쇼트 댄스에선 55.94점을 받아 7위에 머물렀지만 프리 댄스에서 87.86점을 받아 18팀 중 4위로 뛰어올랐기에 가능했다. 어려울 것이라 여겨졌던 대한민국의 아이스댄싱 출전이 그렇게 성사된다. 불과 2년 남짓 호흡을 맞춘 팀이 큰 성적을 내기란 어려운 일이었기에 더욱 값졌다. 대한민국이 동계 올림픽 아이스댄싱에 출전하는 건 미국 솔트레이크에서 열린 2002년 동계 올림픽의 이천군, 양태화 조 이후 16년만이었다.
그들은 그렇게 2018년 동계 올림픽 피겨스케이팅 팀이벤트의 아이스댄싱 종목에 출전한다. 그들은 쇼트 프로그램에서 총점 147.74점으로 18위에 오르게 된다. 이는 대한민국의 피겨스케이팅 아이스댄싱 사상 최고의 성적이었다. 또한 20위 안에 들어야 가능한 프리 댄스에도 출전하게 된다. 민유라와 겜린은 프리 댄스에서 홀로 아리랑을 배경 음악으로 개량 한복을 입고 피겨 연기를 펼쳐 많은 대한민국 사람들에게 많은 찬사를 받았다.